# 로열티 마케팅
로열티 마케팅(영어: Loyalty marketing)은 기업이 인센티브를 통해 기존 고객을 성장시키고 유지하는 데 중점을 두는 마케팅 전략이다. 브랜딩, 제품 마케팅, 로열티 마케팅은 모두 고객 제안의 일부를 형성한다. 이는 고객이 이러한 각 마케팅 분야에서 받는 가치의 통합된 조합을 기반으로 브랜드를 구매할지 여부에 대한 주관적인 평가다.